# Moquegua (stad)
Moquegua is een stad in de provincie Mariscal Nieto in de regio Moquegua van Peru. In 2015 telde Moquegua 61.000 inwoners. 
De stad is co-zetel van het rooms-katholieke bisdom Tacna y Moquegua. 

## Bestuurlijke indeling
Deze stad (ciudad) bestaat uit twee districten:
- Moquegua (hoofdplaats van de provincie)
- Samegua

## Geboren
- José Carlos Mariátegui (1894-1930), journalist, filosoof en activist